# Amorcito corazón

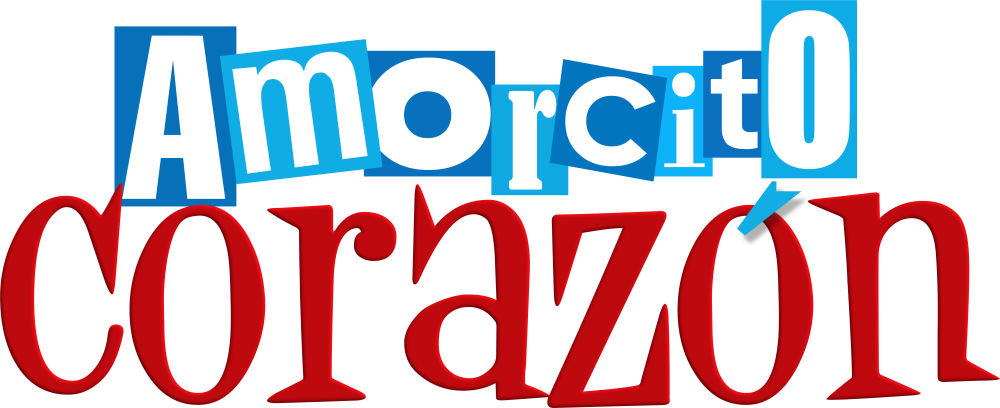
Logo de la télénovela Amorcito corazón.

Amorcito corazón, est une télénovela mexicaine diffusée en 2011 - 2012 par Canal de las Estrellas.

## Synopsis
Isabel Cordero est une architecte malheureuse en amour. Elle a perdu l'amour de sa vie quand elle était âgée de dix-huit ans à cause de son père Leopold qui a quitté son épouse pour entamer une relation avec la marraine d'Isabel. C'est pourquoi, la mère d'Isabel, Sara perd la tête pendant un moment et est admise dans une clinique psychiatrique. Isabel croit qu'elle est maudite. Elle pense que tout homme qui tombe amoureux d'elle va en souffrir. Elle est persuadée qu'elle ne va jamais être heureuse en amour jusqu'à ce qu'elle rencontre Fernando Lobo.
Fernando Lobo est manager dans une entreprise de construction. Après la mort de sa femme Sofia, il se consacre à l'éducation de leurs trois filles. Lors d'un voyage professionnel à Veracruz, il rencontre Doris avec qui il commence une courte romance. Ensuite il retourne à la capitale. Dans des circonstances comiques, il rencontre Isabel, qui est aussi sa voisine. Bien que Fernando l'ignore, Isabel est une amie de ces trois filles. Doris, pendant ce temps, veut joindre ses forces à celles d'Alfonso, l'ex petit ami d'Isabel pour empêcher la relation entre Isabel et Fernando. Doris simule être enceinte.
Isabel et Fernando se rapprochent mais ils sont séparés par Maria Soledad, dite Marisol, la fille aînée de Fernando, qui n'accepte pas une telle relation, tandis que ses deux sœurs, Maria Fernanda, dite Marifer et Maria Luz, dite Marilu l'acceptent peu à peu.
Pendant ce temps Lucía, la fille cadette de Fernando, est sur le point de finir son noviciat au couvent géré par Sœur Ernestina, lorsqu'elle rencontre Guillermo Pinzon, dit Willy, un professeur de gymnastique qui est en fait un gigolo. En dépit de ses convictions sur sa vocation religieuse, l'apparition Willy et sa déclaration d'amour vont faire hésiter Lucia. De plus, La Beba est amoureuse et obsédée par Willy, mais tout ce qu'il veut est son argent. Hortensia, la meilleure amie de Beba et belle-mère de Fernando souhaite ouvrir les yeux de son amie.
Zoe, la meilleure amie d'Isabel et de Lucia, est une femme qui se consacre à son intérieur et à son époux Alvaro. Elle trompe Alvaro avec un homme dans sa propre maison. Zoe se rend compte qu'elle n'a jamais vraiment aimer Alvaro ni aucun autre homme. Pendant une tentative de suicide, elle rencontre Cecilo. Elle se met à aimer Cecilo mais va rencontrer plus tard Felipe qui veut devenir son petit ami. À ce moment-là elle est inconsciente que Cecilio et Felipe sont amis et des partenaires en affaires. Zoe finit par donner naissance à un bébé à l'hôpital, elle était en bonne santé mais à cause du stress, elle tombe dans le coma...
Après avoir fait face à de nombreux obstacles, Fernando et Isabel vont-ils réussir à faire triompher leur amour ?

## Distribution
- Elizabeth Álvarez : Isabel Cordero Valencia
- Diego Olivera : Fernando Lobo Carvajal
- Daniel Arenas : William Guillermo Pinzón Hernandez, dit Willy Boy
- África Zavala : Lucía Lobo Carvajal
- Fabiola Campomanes : Manuela Ballesteros Tres Palacios / Sofía Ballesteros Tres Palacios de Lobo
- Mariana Karr : Beatificación Vda. de Solís, dite Beba
- Silvia Mariscal : Sara Valencia de Cordero
- Macaria : Hortensia Tres Palacios Vda. de Ballesteros
- Alejandro Ibarra : Lic. Felipe Ferrer
- Grettell Valdez : Zoe Guerrero de García de Alba
- Ricardo Fastlicht : Lic. Cecilio Monsalve
- Gerardo Murguía : Jorge Solís
- Mike Biaggio : Alfonso Armendáriz, dit Poncho
- Liz Vega : Doris Montiel
- Diego Amozurrutia : Juan Francisco Hernández, dit Juancho
- Renata Notni : María Soledad Lobo Ballesteros, dite Marisol
- Gabriela Mellado : Bárbara Pinzón Hernández
- Ricardo Margaleff : Ramón, dit Moncho
- Adanely Nuñez : Adela, dite Adelita
- Alfonso Iturralde : Leopoldo Cordero Méndez
- Patricia Martínez : Eulalia Hernandez Vda. de Pinzón, dite Lala
- María Alicia Delgado : Susana, dit Susy
- Rubén Cerda : Padre Benito Carvajal
- Raquel Morell : Sor Ernestina
- Queta Lavat : Sor Pilar
- Thelma Dorantes : Irma
- Joana Brito : Minerva
- Regina Tiscareño : María Fernanda Lobo Ballesteros, dite Marifer
- Karol Sevilla : María Luz Lobo Ballesteros, dite Marilu
- Giuseppe Gamba : Mauricio Rossy
- Bibelot Mansur : Yazmín
- Omar Isfel : Gabriel, dit Tuqueque

### Participations spéciales
- Carmen Becerra : Sabrina Peñaralta
- Rosita Pelayo : Guillermina Alcaráz
- Pietro Vannucci : Álvaro García de Alba
- Dalilah Polanco : Katherine
- Christian de la Campa : Martin Corona
- Jorge Ortín : Comandante Gabino Idrogo
- Alejandro Nones : Rubén
- Ricardo Fernández : Ignacio Téllez, dit Nacho
- Polo Monárrez : Chicho
- Eduardo Shacklett : Ricardo Pinzón Hernández, dit Ricky
- Vicente Herrera : Héctor
- Ingrid Schwebel : Brenda
- Polly : Recamarera
- Lupita Lara
- Sheyla : Carmelita Palacios

## Diffusion internationale
- Canal de las Estrellas Mexique
- Amérique latine - Canal de las Estrellas Amérique latine
- Europe - Canal de las Estrellas Europe
- LaTele
- Telemicro
- Univisión
- Univisión
- Telemetro
- Canal 9
- La Red

## Prix et distinctions

### Premios TVyNovelas2012
| Catégorie               | Nomination        | Résultat |
| ----------------------- | ----------------- | -------- |
| Meilleur acteur co-star | Alejandro Ibarra  | Nommé    |
| Meilleure actrice ados  | Gaby Mellado      | Nommée   |
| Meilleur acteur ados    | Diego Amozurrutia | Nommé    |

## Versions
- Trapos íntimos (2002), produit par José Gerardo Guillén pour RCTV.

### Sources
- (es) Cet article est partiellement ou en totalité issu de l’article de Wikipédia en espagnol intitulé « Amorcito corazón » (voir la liste des auteurs).